# Подарк
Подарк (дав.-гр. Ποδάρκης) - персонаж грецької міфології, син Іфікла та брат Протесілая. В Іліаді Подарк та Протесілай були колишніми женихами Єлени, і тому змушені захищати шлюб Менелая, коли Єлену викрав Паріс. 
Ім'я "Подарк" також спершу носив Пріам, король Трої.